# Saint-Georges, Pas-de-Calais
Saint-Georges är en kommun i departementet Pas-de-Calais i regionen Hauts-de-France i norra Frankrike. Kommunen ligger i kantonen Le Parcq som tillhör arrondissementet Montreuil. År 2022 hade Saint-Georges 325 invånare.

## Befolkningsutveckling
Antalet invånare i kommunen Saint-Georges
| Referens: INSEE |